# Houston Rockets
Gli Houston Rockets sono una delle trenta squadre di pallacanestro che militano nel massimo campionato professionistico statunitense, la National Basketball Association. La franchigia, con sede a Houston in Texas dal 1971 dopo il trasferimento da San Diego, compete nella Western Conference della Nba.
Colori sociali della franchigia sono il rosso e il bianco, con utilizzo anche del nero, soprattutto nella terza divisa. Il nome Rockets, razzi, già utilizzato nei primi anni della franchigia a San Diego, è stato scelto in omaggio alla corsa spaziale che in quegli anni caratterizzava gli Stati Uniti. A Houston ha inoltre sede lo Space Center della Nasa.
I Rockets giocano al Toyota Center, mentre in precedenza il palazzetto era il Compaq Center, in origine chiamato 'The Summit'. La nuova arena è stata costruita a seguito ad alcune pressioni della città per l'ottenimento di un nuovo impianto sportivo, più capiente e moderno.
La Franchigia ha raggiunto quattro volte nella sua storia le Nba Finals, perdendo le prime due negli anni ottanta: nel 1981 e nel 1986 sempre per mano dei Boston Celtics. Ha invece vinto le altre due finali disputate a metà anni novanta, nel 1994 e nel 1995, rispettivamente contro New York Knicks e Orlando Magic. I Rockets sono l'unica squadra riuscita a interrompere il dominio dei Chicago Bulls di Michael Jordan in quel decennio. Dalla prima stagione disputata nel 1967 al 2024, i Rockets si sono qualificati per i playoff in 34 occasioni sulle 57 totali.

## Storia della franchigia

### San Diego Rockets
I San Diego Rockets vengono creati nel 1967 dopo essere stati comprati da Robert Breitbard per 1,75 milioni di dollari ed entrano nella NBA nella stagione 1967-1968, nati dallo scorporo dei Seattle SuperSonics, lo stesso anno in cui l'American Basketball Association si lancia come lega rivale. Il nome Rockets viene scelto in onore dello sviluppo locale del Missile Atlas e del programma aerospaziale. Viene nominato allenatore Jack McMahon e nel draft 1967 venne scelto Pat Riley. La prima stagione, come di solito accade a tutte le franchigie esordienti, si conclude con un bilancio estremamente negativo, in questo caso con 67 partite perse; allora un record di sconfitte in NBA.
Nel draft 1968 dopo avere vinto alla lotteria la prima scelta contro i Baltimore Bullets, selezionano Elvin Hayes, proprio dall'Università di Houston. Hayes guida la squadra alla sua prima apparizione di sempre ai play-off nel 1969, ma i Rockets vengono sconfitti per 4-2 in semifinale di Western Division dagli Atlanta Hawks. Al draft 1970 vengono selezionati il futuro Hall of Fame Calvin Murphy e il futuro allenatore dei Rockets campioni NBA Rudy Tomjanovich, che avrebbero entrambi giocato nei Rockets per tutta la loro carriera, venendo nominati più volte All-Star.
Allenati dall'allenatore Hall of Fame Alex Hannum i Rockets chiudono le successive due stagioni con un bilancio di 57-97, senza mai qualificarsi ai play-off. A causa degli scarsi risultati Breitbard mette in vendita la squadra. Nel 1971 il broker immobiliare Wayne Duddleston e il banchiere Billy Goldberg comprano la franchigia per 5,6 milioni di dollari trasferendola a Houston, casa della loro stella Elvin Hayes e città ritenuta potenzialmente più appetibile rispetto a San Diego per il mercato Nba. Leggenda vuole che il primo mercoledì in cui giocano a Houston, la chiesa locale attiri più persone dei Rockets, sebbene la squadra giochi bene, grazie al talento di due giocatori come Murphy e Tomjanovich.

### Era Murphy - Rudy-T
Prima dell'inizio della stagione 1971-72 Hannum viene ingaggiato dai Denver Rockets, che sarebbero poi diventati Denver Nuggets nella fusione NBA-ABA, e viene assunto al suo posto Tex Winter. Winter dichiara tuttavia che Hayes aveva 'i peggiori fondamentali di qualsiasi altro giocatore', applicando un sistema di gioco contrastante con quello offensivo a quello a cui era abituato proprio Hayes. A causa dei contrasti tra Winter e Hayes, i Rockets lo cedono, nonostante li avesse guidati nelle loro precedenti stagioni, ai Baltimore Bullets in cambio di Jack Marin dopo la stagione 1971-1972. In questo periodo i Rockets adottano inoltre logo che useranno fino alla stagione 1994-1995. Winter viene licenziato poco dopo, nella primavera 1973, a seguito di una striscia di 10 sconfitte consecutive, venendo sostituito da Johnny Egan.
Nel 1974 i Rockets svelano le nuove uniformi abbinate al nuovo logo che avrebbero usato per i successivi ventuno anni. Nella stagione 1974-75 ecco la prima comparsa dei Rockets nei playoffs da quando si sono trasferiti a Houston: sconfiggono al primo turno i New York Knicks per 2-1 perdendo nella semifinale di Conference contro i Boston Celtics. Durante questo periodo la città di Houston inizia finalmente ad affezionarsi alla sua squadra di pallacanestro, facendo registrare il tutto esaurito ad alcune partite di stagione regolare e a tutte le partite casalinghe dei play-off 1975.

### Era Moses Malone
Nella stagione 1975-76 i Rockets si stabiliscono al The Summit, che sarebbe stata la loro arena per i successivi ventinove anni. Nella stagione successiva, dopo avere saltato i play-off 1976, sotto la guida dell'allenatore Egan, da Moses Malone e dai veterani Murphy, Tomjanovich e Mike Newlin, i Rockets vincono il loro primo titolo di Division con un bilancio di 49-33 e qualificandosi ai play-off per la seconda volta dal loro arrivo a Houston. Dopo avere chiuso con il secondo bilancio in Eastern Conference i Rockets affrontano i Washington Bullets guidati dall'ex stella dei Rockets Elvin Hayes, da Wes Unseld e Dave Bing nelle semifinali di Eastern Conference, sconfiggendoli per 4-2, venendo però sconfitti alle finali di Eastern Conference dai Philadelphia 76ers di Julius Erving per 4-2.
Agli inizi della stagione 1977-78, nella partita del 9 dicembre 1977, scoppia una rissa tra Kevin Kunnert dei Rockets e Kermit Washington del Los Angeles Lakers. Mentre Tomjanovich stava intervenendo per sedare la rissa, Washington gli sferrò un pugno in faccia, causandogli numerose fratture al volto. Tomjanovich trascorse i successivi cinque mesi in riabilitazione e saltò l'All-Star Game e Malone fu l'unico giocatore dei Rockets convocato. Le prestazioni di Rudy-T calarono nettamente dopo l'infortunio e i Rockets, senza la guida del loro capitano, chiusero la stagione con appena 28 vittorie, nonostante un'ottima stagione disputata da Murphy.
Nella stagione 1978-79 Malone, Murphy e Tomjanovich disputano tutti e tre l'All-Star Game 1979 e Malone conquista il titolo di MVP: pur non essendo eccezionalmente grosso o veloce riesce grazie alla determinazione a diventare un centro superbo. I Rockets cedono inoltre John Lucas II ai Golden State Warriors in cambio di Rick Barry, che avrebbe siglato un allora record in NBA di percentuale di tiri liberi in una stagione, tirando con il 94,7%. I Rockets, nell'ultima stagione sotto la guida di Tom Nissalke, siglano un punteggio di 47 vinte e 35 perse che gli vale il secondo posto nella Central Division e l'accesso ai play-off, dove tuttavia sono sconfitti al primo turno dagli Atlanta Hawks per 2-0. La stagione successiva premia l'impegno dei Rockets: nei play-off (dopo avere chiuso con un bilancio di 41-41) passano il primo turno contro i San Antonio Spurs e sono sconfitti dai Boston Celtics della matricola Larry Bird nella semifinale di Conference. Prima della stagione Nissalke era stato sostituito da Del Harris.
Nel 1979 George Maloof, un uomo di affari di Albuquerque nel Nuovo Messico, compra la squadra per 9 milioni di dollari. 
5 maggio-14 maggio 1981
 Boston Celtics -  Houston Rockets 98–95

 Boston Celtics -  Houston Rockets 90–92

 Houston Rockets -  Boston Celtics 71–94

 Houston Rockets -  Boston Celtics 91-86

 Boston Celtics -  Houston Rockets 109-80

 Houston Rockets -  Boston Celtics 91-102
MVP: Cedric Maxwell
L'arrivo di una terza squadra NBA in Texas, i Dallas Mavericks, causa un rimescolamento nella divisione delle franchigie e Houston viene spostata nella Midwest Division della Western Conference, insieme a San Antonio Spurs, Kansas City Kings, Utah Jazz e Dallas Mavericks. Nella stagione 1980-81, la seconda di Harris, i Rockets lottano con i Kings per il secondo posto in Midwest Division dietro agli Spurs, qualificandosi ai play-off per una sola partita. Qui raggiungono la finale sconfiggendo clamorosamente i Los Angeles Lakers di Magic Johnson campioni uscenti, gli Spurs di George Gervin per 4-3 e, nella finale di conference, i Kansas City Kings di Otis Birdsong, Scott Wedman, e Phil Ford che cadono in cinque partite. I Rockets diventano la prima squadra dopo i Minneapolis Lakers nel 1959 ad arrivare in finale dopo avere chiuso la stagione regolare con un bilancio perdente. Houston raggiunge la finale contro i Boston Celtics di Larry Bird, Robert Parish e Cedric Maxwell giocata in sei partite ma terminata con una sconfitta sonora: i Celtics, per Houston, erano troppo forti. Durante i play-off si distinguono Murphy, Mike Dunleavy, Tom Henderson, Bill Willoughby, Billy Paultz, Allen Leavell, Robert Reid, Major Jones e anche l'anziano Rudy Tomjanovich, oltre alle solite superbe prestazioni di Malone. In questa stagione Murphy sigla due record NBA: segnando 78 tiri liberi consecutivi supera il record di Barry del 1976 di 60 e, con una percentuale di 95,8, supera il record di Barry con i Rockets del 1979.
La stagione 1981-1982 vede la conquista del secondo titolo MVP di Malone, che con una media di 31.1 punti a partita e 14.7 rimbalzi si impone sui rivali. In stagione regolare i Rockets migliorano il loro bilancio, chiudendo con 46-36. Ai playoffs sono eliminati al primo turno dai Seattle SuperSonics.

### Era Hakeem Olajuwon

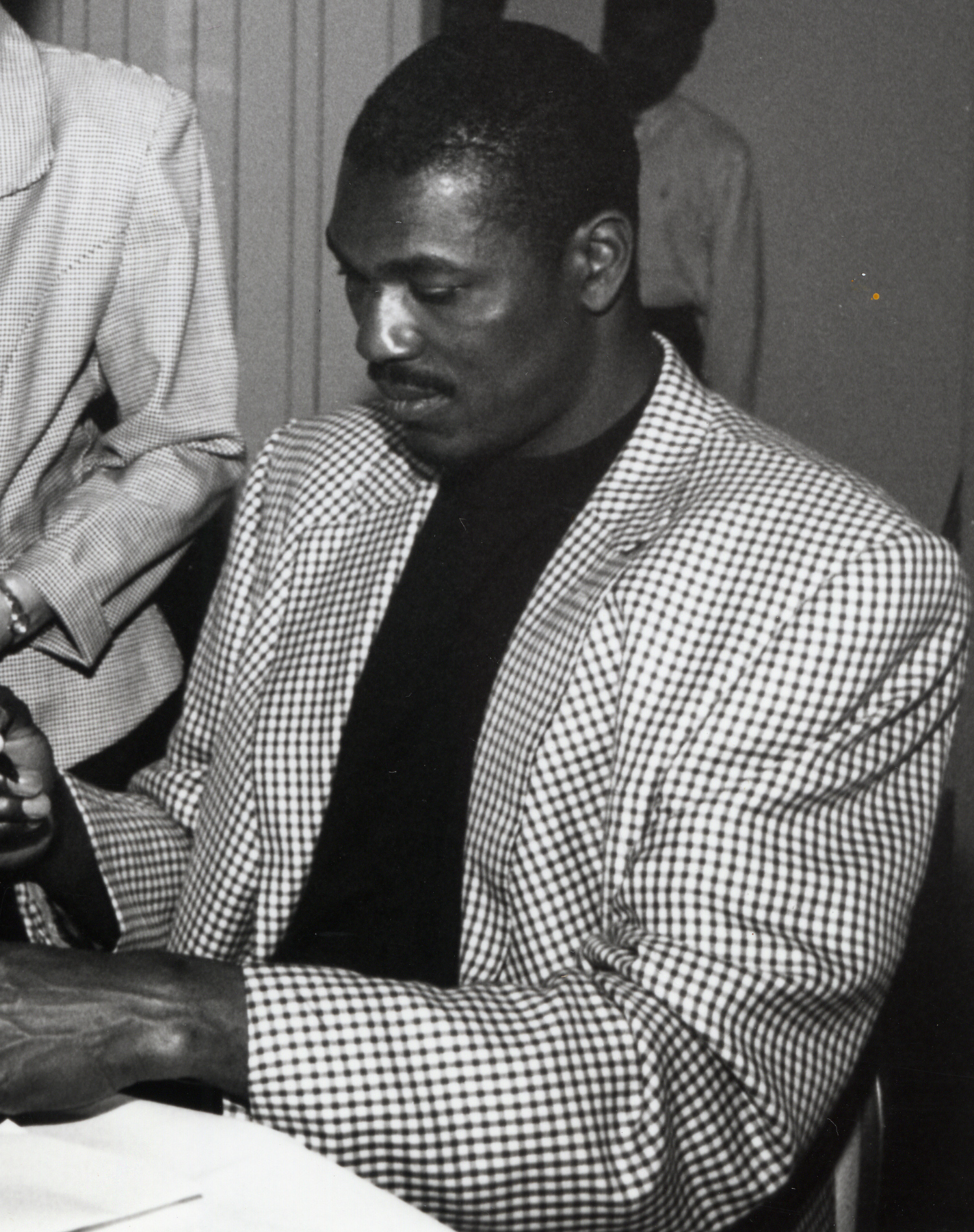
Hakeem Olajuwon

Nell'estate 1982 Malone, free agent con restrizioni, accetta l'offerta del contratto dei Philadelphia 76ers: Houston pareggia l'offerta, ma poco dopo scambia l'MVP con la franchigia della città dell'amore fraterno (che andrà subito a vincere l'agognato titolo da MVP di stagione e le finali) per Caldwell Jones; questa mossa di mercato è finalizzata soprattutto a disfarsi dello stipendio di Malone, a causa delle difficoltà finanziarie dovute a una crisi economica regionale. La stagione 1982-83, l'ultima per Del Harris, finisce con il peggior record di sempre dei texani; l'anno dopo il nuovo coach Bill Fitch fa leggermente meglio. Il paio di stagioni in ombra valgono a Houston la possibilità di scegliere per primi nel draft e tali scelte condizioneranno il futuro dei Rockets per molto tempo: nel 1983 viene scelto Ralph Sampson dall'Università della Virginia e nel 1984 Hakeem Olajuwon dall'Università di Houston: la coppia più alta che la lega abbia mai conosciuto. Sampson conquista il titolo di miglior matricola dell'anno nella stagione 1983-84, grazie a una media di 21 punti e 11 rimbalzi. Olajuwon invece, originario della Nigeria, non aveva mai giocato a pallacanestro fino al 1978, due anni prima di trasferirsi all'università. Houston lo prende come prima scelta assoluta, lo stesso anno in cui i Chicago Bulls chiamano con la terza scelta Michael Jordan.
26 maggio-8 giugno 1986
 Boston Celtics -  Houston Rockets 112–100

 Boston Celtics -  Houston Rockets 117–95

 Houston Rockets -  Boston Celtics 106–104

 Houston Rockets -  Boston Celtics 103-106

 Houston Rockets -  Boston Celtics 111-96

 Boston Celtics -  Houston Rockets 114-97
MVP: Larry Bird
Nella stagione 1983-1984 i Rockets chiudono con un bilancio di 29-53. La squadra e la sua coppia di punta, soprannominata Twin Towers 'Torri Gemelle', raggiunge i playoffs nella stessa stagione dell'ingaggio di Olajuwon, Nel 1986 raggiungono nuovamente le finals, sconfitti ancora una volta dai Boston Celtics per 4-2.
La stagione successiva i problemi fisici di Sampson lo costringono a saltare quasi la metà delle gare di regular season, costringendo l'ingaggio di Cedric Maxwell: i Rockets vengono eliminati nelle semifinali di Conference. L'anno dopo Sampson viene ceduto a metà stagione mentre arriva Joe Barry Carroll, la squadra perde il primo turno dei playoff e l'allenatore Bill Fitch non viene confermato per l'anno seguente. Gli subentrea Don Chaney.
Dal 1989 al 1991 i texani subiscono tre eliminazioni al primo turno dei playoff perdendo nove gare su dieci; la stagione 1991/92 vede addirittura il mancato accesso ai playoff, nonostante il record positivo 42-40. Ma le soddisfazioni per i fan dei Rockets arrivano svoltato l'angolo degli anni novanta: sebbene l'acquisto di nuove star emergenti tra cui Otis Thorpe, Kenny Smith e Robert Horry non porti a dei risultati nei primi anni, condizionati dall'infortunio di Olajuwon, la stagione 1993-94 rappresenta il picco della storia della franchigia texana.
Già l'anno precedente i Rockets erano stati autori di un sorprendente exploit, perdendo le semifinali di conference battuti dai Seattle Supersonics dopo avere fatto registrare la miglior regular season della storia della franchigia.
La regular season 1993-94 inizia nel migliore dei modi per la franchigia, che riesce a ottenere il record di vittorie iniziali andando a classificarsi nel tabellone playoff come seconda squadra dell'Ovest. Nel primo turno di playoff la franchigia incontra i Portland Trail Blazers sconfitti per 3 a 1. Nelle semifinali di conference Houston si scontra con i Phoenix Suns di Charles Barkley e Kevin Johnson; i Rockets la spuntano in gara 7, dopo essere andati sotto 2 a 0 e avanti 3 a 2. Prima della finale di conference con gli Utah Jazz, Hakem Olajuwon viene premiato come miglior giocatore dell'anno. Nello stesso anno si era già aggiudicato il premio di miglior difensore della lega. La finale della Western Conference risulta una passeggiata per Houston, che schiaccia i Jazz di Malone e Stockton per 4 a 1.
8 giugno-22 giugno 1994
 Houston Rockets -  N.Y. Knicks 85–78

 Houston Rockets -  N.Y. Knicks 83–91

 N.Y. Knicks -  Houston Rockets 89–93

 N.Y. Knicks -  Houston Rockets 91-82

 N.Y. Knicks -  Houston Rockets 91-84

 Houston Rockets -  N.Y. Knicks 86-84

 Houston Rockets -  N.Y. Knicks 90-84
MVP: Hakeem Olajuwon
In finale i Rockets trovano i New York Knicks di Patrick Ewing. La sfida fra i due grandi centri è il leitmotiv della serie. Le prime due partite vengono giocate nella città texana. Mentre in gara 1 il gioco dei Rockets riesce a imporsi in gara 2 New York, grazie a ben cinque uomini in doppia cifra, e ai rimbalzi catturati da Ewing e Oakley, la spunta per 91 a 83. A questo punto la serie sembra volgere a favore dei Knicks, che giocheranno le prossime tre gare sul campo di casa del Madison Square Garden. In gara 3 New York parte forte, mentre Houston sembra subire il colpo; piano piano i Rockets si riordinano in difesa e riescono a rimontare punto su punto. Alla fine un tiro da tre del rookie Sam Cassell fornisce a Houston la certezza della vittoria. Gara 4 e gara 5 non conoscono storia: New York domina i due incontri senza particolari sofferenze, guidata dalla vena offensiva di John Starks e di Ewing, autore di otto stoppate in gara 5. Per gara 6 si torna a Houston. I Knicks riescono a imporsi sin dai primi minuti della gara, sempre grazie a un ottimo Starks, alla fine autore di ventisette punti. Houston grazie all'aiuto della panchina e di un Olajuwon stratosferico, riesce a mantenere in vita la gara. Sulla sirena finale John Starks ha sulle mani il tiro da tre della vittoria ma Olajuwon grazie a una stoppata impercettibile riesce a evitare il sorpasso. Houston vince 86 a 84. Gara 7, il match decisivo, pur essendo equilibrato in alcuni frangenti, sembra destinata a consacrare la squadra texana. Alla fine sarà 90 a 84 per Houston. Ottima prova di Maxwell e di Olajuwon, che alla fine sarà MVP della serie.
Nella stagione successiva i Rockets si ripetono: conquistano il secondo anello consecutivo raggiungendo il record condiviso da Chicago Bulls, Detroit Pistons, Boston Celtics e Los Angeles Lakers, grazie all'inizialmente criticato arrivo di Clyde Drexler e all'immancabile apporto di Olajuwon.
7 giugno-14 giugno 1995
 Houston Rockets -  Orlando Magic 120–118 OT

 Houston Rockets -  Orlando Magic 117–106

 Orlando Magic -  Houston Rockets 103–106

 Orlando Magic -  Houston Rockets 101-113
MVP: Hakeem Olajuwon
Il gioco dei Rockets si trasforma, passando da un gioco difensivo, suffragato dal duo Olajuwon-Thorpe, a uno molto più offensivo, al fine di sfruttare le doti da contropiedista di Clyde Drexler e spostando Robert Horry ala grande. La stagione regolare si chiude con un bilancio di 47-35, il sesto nella Western Conference.
Ai play-off i Rockets incontrano le migliori squadre dell'ovest, partendo dagli Utah Jazz, poi i Phoenix Suns e nella finale di Conference i San Antonio Spurs, battuti grazie soprattutto alla supremazia sotto canestro di Olajuwon su David Robinson.
La finale contro gli Orlando Magic di Shaquille O'Neal e Penny Hardaway vede Houston fortemente sfavorita. In realtà la superiorità di Orlando verrà fuori solamente nel primo tempo di Gara 1. I Magic partono subito forte ma Houston, piano piano riesce a riportarsi sotto. Per Orlando Nick Anderson sbaglia 4 tiri liberi consecutivi e con 5 secondi sul cronometro, dopo il timeout, Kenny Smith realizza il tiro da tre punti che regala un overtime insperato a Houston. Nell'overtime Houston vince 120 a 118 grazie a un tap-in vincente di Hakeem Olajuwon, dopo una mischia sotto canestro. Orlando nelle partite successive subisce il colpo psicologico, non dando mai l'impressione di avere la forza di ribaltare la serie. Finisce trionfalmente 4-0 e Olajuwon vince il suo secondo titolo di MVP delle finali. Con questa vittoria i Rockets diventano la franchigia con il piazzamento più basso in regular season a vincere il titolo, record ancora detenuto nel 2024.
Passano due stagioni tra luci e ombre e l'acquisto di Charles Barkley sembra ridare morale ai tifosi dei Rockets: insieme a Olajuwon e Drexler, infatti, si forma il cosiddetto The Big Three per mantenere i Rockets ad alti livelli. Nella stagione 1996-1997 sconfiggono ai play-off i Minnesota Timberwolves e i Seattle SuperSonics, prima di venire eliminati nella finale ad Ovest per 4-2 dagli Utah Jazz grazie a un tiro all'ultimo secondo di John Stockton.
Nella stagione 1997-98 vengono ancora una volta sconfitti ai play-off dai Jazz, questa volta al primo turno, con l'ultima partita della serie che chiude la carriera di Clyde Drexler. Nella stagione successiva i Rockets cercano di compensare la perdita di Drexler acquistando Scottie Pippen, pluricampione NBA con i Chicago Bulls. Pippen però non si ambienta e gioca una delle peggiori annate in carriera; Houston arriva ai playoff ma viene nuovamente eliminata al primo turno, questa volta per mano dei Los Angeles Lakers di Shaquille O'Neal e Kobe Bryant. Dopo il draft 1999 i Rockets cedono quattro giocatori e una scelta al primo turno ai Vancouver Grizzlies in cambio della prima scelta Steve Francis. Tuttavia, dopo la cessione del deludente Pippen ai Portland Trail Blazers e un infortunio che costringe Barkley a chiudere la carriera, i Rockets in ricostruzione perdono i play-off per la seconda volta in quindici anni.

### Era Yao Ming - McGrady

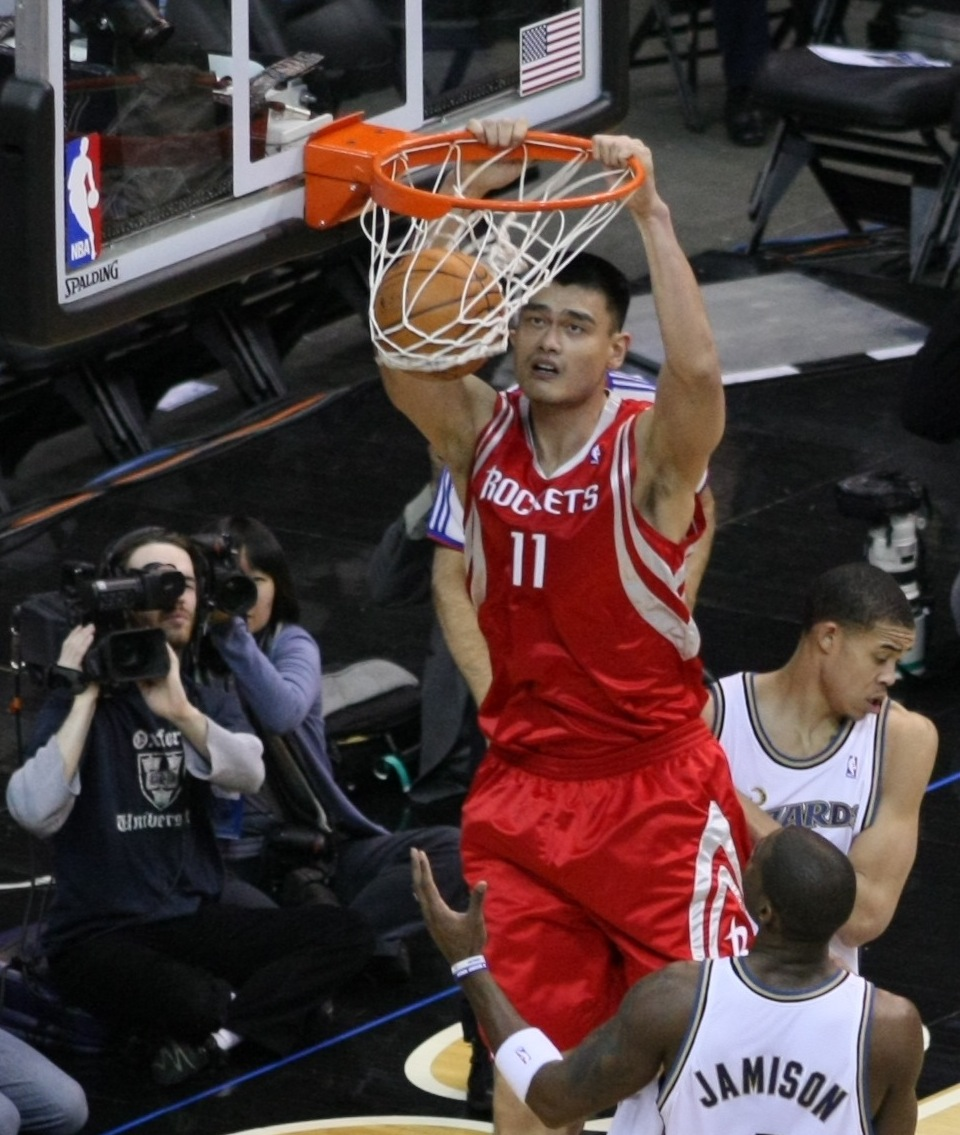
Yao Ming

A cavallo tra fine anni novanta e i primi duemila i Rockets mancano i play-off per alcune stagioni. Nel draft 2002 pescano con la prima scelta Yao Ming, centro cinese di oltre due metri al quale si aggiunge un paio di anni dopo la stella Tracy McGrady. Il duo guida i Rockets al loro ritorno ai play-off nella stagione 2004-05, dove vengono eliminati dai Dallas Mavericks al primo turno. Eliminazioni al primo turno anche nelle stagioni successive, nonostante un roster puntellato da giocatori come Juwan Howard, Dikembe Mutombo e Shane Battier. Nel 2007-08 a coach Jeff Van Gundy, che aveva sostituito la guida decennale di Tomjanovich, subentra Rick Adelman, che porta subito il team a uno dei migliori record di sempre grazie a una storica striscia di 22 vittorie consecutive, la seconda più lunga della storia all'epoca. Nella stagione 2008-09 i Rockets possono fare comunque affidamento su Ron Artest e Luis Scola e raggiungono le semifinali di conference dove vengono sconfitti in 7 gare dai futuri campioni dei Los Angeles Lakers. Gli infortuni di McGrady fanno sì che a febbraio 2010 venga mandato a New York. Anche Ming ha seri problemi fisici dopo le prime tre annate al top. Dopo avere saltato più di cento gare tra il 2006 e il 2008 il centro cinese salta l'intera stagione 2009-10 e disputa solo una manciata di match in quella successiva annunciando poi il suo ritiro dall'attività professionistica a soli trenta anni. Così per tre anni consecutivi Houston non raggiunge i play-off pur chiudendo la stagione con record positivi.
Nel 2009 i Rockets firmano Trevor Ariza, facendogli firmare un contratto di cinque anni a 32 milioni di dollari. A lui si aggiunge l'arrivo di Kevin Martin per sopperire alla partenza di McGrady. Senza grandi risultati anche la ricerca di un sostituto di Ming, sostituito da centri come Brad Miller, Marcus Camby e Samuel Dalembert.

### Era James Harden

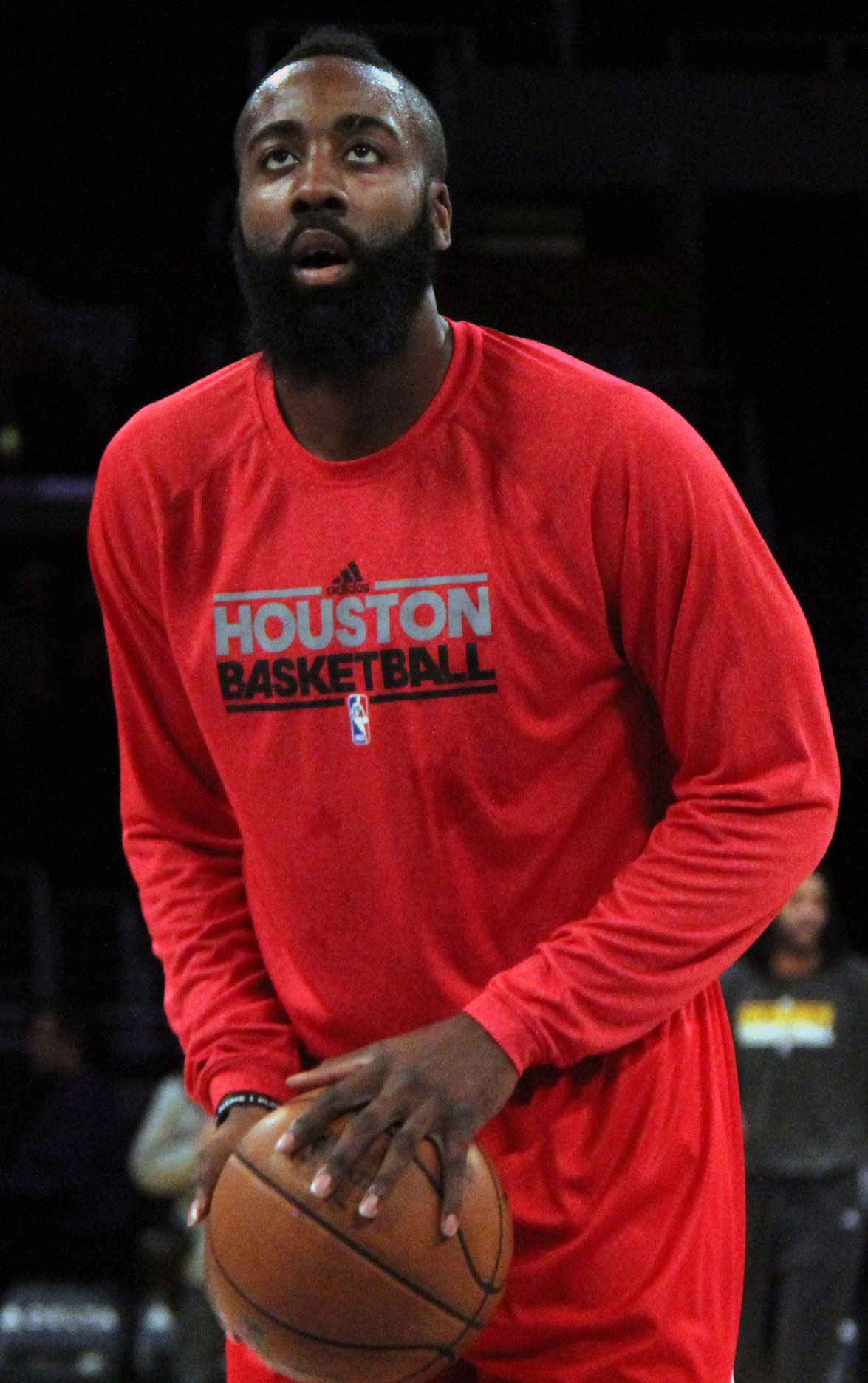
James Harden

Le sorti della franchigia iniziano a volgere nuovamente sotto buoni auspici nel 2012. Sotto il direttore generale Daryl Morey, diventato famoso per l'uso di analisi statistiche avanzate nelle acquisizioni dei giocatori e nello stile di gioco, i Rockets si mettono alla ricerca di nuovi giocatori su cui ricostruire. Firmano prima Jeremy Lin poi il centro Ömer Aşık e infine il tiratore James Harden. Al suo debutto con la maglia dei Rockets, Harden mette a segno 37 punti, dodici assist, sei rimbalzi, quattro palle rubate e una stoppata. Nella sua seconda partita con i Rockets Harden segna un career-high di 45 punti contro gli Atlanta Hawks, chiudendo la stagione con 25,9 punti di media guadagnandosi la partecipazione all'All-Star Game, primo giocatore dei Rockets dopo Ming a guadagnarsi la convocazione. Ai play-off i Rockets incontrano gli Oklahoma City Thunder, squadra favorita insieme ai Miami Heat per la vittoria finale; dopo essere andati in svantaggio per 3-0, i Rockets vincono sorprendentemente gara-4 e gara-5, perdendo successivamente gara-6 e la serie per 4-2. Nel 2013 la franchigia texana conferma l'arrivo della stella Dwight Howard dai Los Angeles Lakers, fortemente voluto dal GM Daryl Morey. Nonostante un ottimo roster, la stagione termina però nuovamente al primo turno dei playoff. Ai play-off 2014-15 Houston supera facilmente Dallas al primo turno, mentre al secondo rimonta ed elimina i Los Angeles Clippers, seri candidati al titolo. In finale di Conference però i Golden State Warriors hanno la meglio vincendo per 4-1. Nella stagione successiva i Rockets partono con grandi aspettative; tuttavia la stagione parte male per i texani che dopo 11 partite esonerano Kevin McHale sostituendolo con JB Bickerstaff. Nonostante la squadra faccia molta fatica e abbia divisioni interne nello spogliatoio, riesce a raggiungere un insperato ottavo posto, arrivando così ai play-off. Nella post-season i razzi rincontrano, questa volta al primo turno, i Golden State Warriors, che vincono la serie 4-1.
Nell'estate 2016 gli Houston Rockets non rimettono sotto contratto Dwight Howard, mentre per la panchina viene scelto Mike D'Antoni, tornato alla guida di una squadra NBA a due anni di distanza dall'ultima esperienza con i Los Angeles Lakers. James Harden diventa il leader tecnico della squadra a tutti gli effetti. Durante la free agency arrivano giocatori importanti come Ryan Anderson ed Eric Gordon. James Harden rileva il posto di Patrick Beverley infortunato come play titolare della squadra con ottimi risultati. Con il ritorno sul campo di Beverley a livello tattico Harden torna poi nel ruolo di guardia, con  Eric Gordon sesto uomo della squadra. I Rockets ottengono grandi risultati in stagione regolare mentre ai playoff, dopo avere sconfitto i Thunder dell'MVP Westbrook al primo turno, vengono eliminati per 4-2 dagli Spurs.
Nel 2017 viene ingaggiato Chris Paul dai Clippers in cambio di Patrick Beverley, Lou Williams, Sam Dekker, Montrezl Harrell, Darrun Hilliard, DeAndre Liggins, Kyle Wiltje, una prima scelta protetta al draft 2018 e una cifra in denaro non resa pubblica.Harden e Paul vanno così a formare uno dei più forti backcourt dell'intera lega. Con Paul i Rockets riescono a disputare una stagione record da 65 vittorie in regular season. Durante i playoff battono 4-1 sia i Minnesota Timberwolves al primo turno che gli Utah Jazz al secondo, scontrandosi poi ancora una volta con i Golden State Warriors in finale di conference. Qui Houston riesce a portarsi avanti 3-2 nella serie ma, complice l'infortunio che costringerà Chris Paul a concludere in anticipo la stagione, vengono poi rimontati da Golden State che chiuderà la serie sul 4-3.
Nella stagione successiva i Rockets perdono due importanti giocatori per la difesa: Trevor Ariza, che firma con i Suns e Luc Mbah a Moute di ritorno a Los Angeles. Durante la Free Agency viene firmato tra gli altri Carmelo Anthony nella speranza di riempire i posti vacanti da ala piccola e affiancare una terza stella alla coppia Harden e Paul. La regular season inizia sotto le aspettative e a sole 13 partite dall'inizio della stagione, la squadra in accordo con Anthony, decide di scambiare il giocatore con i Chicago Bulls dai quali verrà poi tagliato. Dopo un pessimo inizio di stagione i Rockets, grazie a delle fenomenali prestazioni di Harden che mette a referto almeno trenta punti per trentadue partite consecutive, riescono a conquistare il quarto posto in classifica concludendo la stagione con un record di 53 vittorie e 29 sconfitte e confermandosi campioni di Division per il secondo anno consecutivo raggiungendo i playoff per il settimo anno di fila. Nella postseason dopo avere sconfitto i Jazz in cinque partite, Houston viene sconfitta dai Golden State Warriors dopo una serie dall'arbitraggio controverso che riceve in seguito critiche di giocatori, allenatori e general manager.
Nel 2019 i Rockets decidono di scambiare Chris Paul con i Thunder in cambio dell'ex MVP Russell Westbrook, che torna a giocare insieme ad Harden dopo sette anni. A febbraio Westbrook e Harden diventano i primi compagni di squadra nella storia della NBA a raggiungere una media di 30 o più punti e 5 o più assist a partita. Questo segna il terzo campionato di divisione consecutivo della squadra, così come l'ottava selezione All-Star consecutiva di James Harden come Rockets. Nei playoff sconfiggono gli Oklahoma City Thunder, l'ex squadra di Westbrook e Harden, in gara 7 del primo round. Tuttavia, nelle semifinali della Western Conference, perdono in 5 partite contro i futuri campioni dei Los Angeles Lakers.

### Ricostruzione
Nell'estate 2020 finisce il quadriennio di Mike D'Antoni come capo allenatore, con la franchigia che assume in seguito Stephen Silas come nuovo coach. Si chiude un ciclo anche a seguito della partenza del direttore generale Daryl Morey dopo tredici anni. La società decide di rifondare dai giovani e per farlo, come spesso accade in questi frangenti, si decide di aumentare lo spazio salariale andando ad eliminare i giocatori dagli ingaggi più pesanti. James Harden viene ceduto ai Brooklyn Nets in un accordo a quattro squadre. Senza Harden e la maggior parte dei  giocatori persi dalla squadra dell'anno scorso, la lenta fase di rebuilding e crescita dei nuovi prospetti, porta a tre stagioni anonime, dal 2020 al 2023, chiuse in regular season con basse percentuali di vittoria.
Una prima ripresa avviene dalla stagione 2023-24 con l'ingaggio in panchina di Ime Udoka e l'arrivo di alcuni ottimi giocatori come Freed VanVleet, Dillon Brooks, l'esperto centro Steven Adams e la promessa turca Alperen Sengun. I Rockets sfiorano l'accesso ai playoff per poi partire subito forte nella regular season della stagione successiva.

## Arene di gioco
San Diego Rockets
- San Diego Sports Arena (1967–1971)

Houston Rockets
- Hofheinz Pavilion (1971–1975)
- HemisFair Arena (San Antonio) (1972–1973) (durante la stagione giocarono anche partite ad Albuquerque, Nuovo Messico)
- The Summit (in seguito "Compaq Center") (1975–2003)
- Toyota Center (2003–presente)

## Record stagione per stagione
| Campione NBA | Campione di Conference | Campione di Division |

| Stagione          | V    | P    | %    | Playoff | Risultato                                                                                    |
| ----------------- | ---- | ---- | ---- | --- | -------------------------------------------------------------------------------------------- |
| San Diego Rockets |      |      |      | |                                                                                              |
| 1967-68           | 15   | 67   | 18,3 | |                                                                                              |
| 1968-69           | 37   | 45   | 45,1 | Perdono le Semifinali di Division                                                                                | Atlanta 4, San Diego 2                                                                       |
| 1969-70           | 27   | 55   | 32,9 | |                                                                                              |
| 1970-71           | 40   | 42   | 48,8 | |                                                                                              |
| Houston Rockets   |      |      |      | |                                                                                              |
| 1971-72           | 34   | 48   | 41,5 | |                                                                                              |
| 1972-73           | 33   | 49   | 40,2 | |                                                                                              |
| 1973-74           | 32   | 50   | 39,0 | |                                                                                              |
| 1974-75           | 41   | 41   | 50,0 | Vincono il Primo Turno Perdono le Semifinali di Conference                                                       | Houston 2, New York 1 Philadelphia 4, Houston 1                                              |
| 1975-76           | 40   | 42   | 48,8 | |                                                                                              |
| 1976-77           | 49   | 33   | 59,8 | Vincono le Semifinali di Conference Perdono le Finali di Conference                                              | Houston 4, Washington 2 Philadelphia 4, Houston 2                                            |
| 1977-78           | 28   | 54   | 34,1 | |                                                                                              |
| 1978-79           | 47   | 35   | 57,3 | Perdono il Primo Turno                                                                                           | Atlanta 2, Houston 0                                                                         |
| 1979-80           | 41   | 41   | 50,0 | Vincono il Primo Turno Perdono le Semifinali di Conference                                                       | Houston 2, San Antonio 1 Boston 4, Houston 0                                                 |
| 1980-81           | 40   | 42   | 48,8 | Vincono il Primo Turno Vincono le Semifinali di Conference Vincono le Finali di Conference Perdono le Finali NBA | Houston 2, LA Lakers 1 Houston 4, San Antonio 3 Houston 4, Kansas City 1 Boston 4, Houston 2 |
| 1981-82           | 46   | 36   | 56,1 | Perdono il Primo Turno                                                                                           | Seattle 2, Houston 1                                                                         |
| 1982-83           | 14   | 68   | 17,1 | |                                                                                              |
| 1983-84           | 29   | 53   | 35,4 | |                                                                                              |
| 1984-85           | 48   | 34   | 58,5 | Perdono il Primo Turno                                                                                           | Utah 3, Houston 2                                                                            |
| 1985-86           | 51   | 31   | 62,2 | Vincono il Primo Turno Vincono le Semifinali di Conference Vincono le Finali di Conference Perdono le Finali NBA | Houston 3, Sacramento 0 Houston 4, Denver 2 Houston 4, LA Lakers 1 Boston 4, Houston 2       |
| 1986-87           | 42   | 40   | 51,2 | Vincono il Primo Turno Perdono le Semifinali di Conference                                                       | Houston 3, Portland 1 Seattle 4, Houston 2                                                   |
| 1987-88           | 46   | 36   | 56,1 | Perdono il Primo Turno                                                                                           | Dallas 3, Houston 1                                                                          |
| 1988-89           | 45   | 37   | 54,9 | Perdono il Primo Turno                                                                                           | Seattle 3, Houston 1                                                                         |
| 1989-90           | 41   | 41   | 50,0 | Perdono il Primo Turno                                                                                           | LA Lakers 3, Houston 0                                                                       |
| 1990-91           | 52   | 30   | 63,4 | Perdono il Primo Turno                                                                                           | LA Lakers 3, Houston 0                                                                       |
| 1991-92           | 42   | 40   | 51,2 | |                                                                                              |
| 1992-93           | 55   | 27   | 67,1 | Vincono il Primo Turno Perdono le Semifinali di Conference                                                       | Houston 3, LA Clippers 2 Seattle 4, Houston 3                                                |
| 1993-94           | 58   | 24   | 70,7 | Vincono il Primo Turno Vincono le Semifinali di Conference Vincono le Finali di Conference Vincono le Finali NBA | Houston 3, Portland 1 Houston 4, Phoenix 3 Houston 4, Utah 1 Houston 4, New York 3           |
| 1994-95           | 47   | 35   | 57,3 | Vincono il Primo Turno Vincono le Semifinali di Conference Vincono le Finali di Conference Vincono le Finali NBA | Houston 3, Utah 2 Houston 4, Phoenix 3 Houston 4, San Antonio 2 Houston 4, Orlando 0         |
| 1995-96           | 48   | 34   | 58,5 | Vincono il Primo Turno Perdono le Semifinali di Conference                                                       | Houston 3, LA Lakers 1 Seattle 4, Houston 0                                                  |
| 1996-97           | 57   | 25   | 69,5 | Vincono il Primo Turno Vincono le Semifinali di Conference Perdono le Finali di Conference                       | Houston 3, Minnesota 0 Houston 4, Seattle 3 Utah 4, Houston 2                                |
| 1997-98           | 41   | 41   | 50,0 | Perdono il Primo Turno                                                                                           | Utah 3, Houston 2                                                                            |
| 1998-99           | 31   | 19   | 62,0 | Perdono il Primo Turno                                                                                           | LA Lakers 3, Houston 1                                                                       |
| 1999-00           | 34   | 48   | 41,5 | |                                                                                              |
| 2000-01           | 45   | 37   | 55,0 | |                                                                                              |
| 2001-02           | 28   | 54   | 34,1 | |                                                                                              |
| 2002-03           | 43   | 39   | 52,4 | |                                                                                              |
| 2003-04           | 45   | 37   | 55,0 | Perdono il Primo Turno                                                                                           | LA Lakers 4, Houston 1                                                                       |
| 2004-05           | 51   | 31   | 62,2 | Perdono il Primo Turno                                                                                           | Dallas 4, Houston 3                                                                          |
| 2005-06           | 34   | 48   | 41,5 | |                                                                                              |
| 2006-07           | 52   | 30   | 63,4 | Perdono il Primo Turno                                                                                           | Utah 4, Houston 3                                                                            |
| 2007-08           | 55   | 27   | 67,1 | Perdono il Primo Turno                                                                                           | Utah 4, Houston 2                                                                            |
| 2008-09           | 53   | 29   | 64,6 | Vincono il Primo Turno Perdono le Semifinali di Conference                                                       | Houston 4, Portland 2 LA Lakers 4, Houston 3                                                 |
| 2009-10           | 42   | 40   | 51,2 | |                                                                                              |
| 2010-11           | 43   | 39   | 52,4 | |                                                                                              |
| 2011-12           | 34   | 32   | 51,5 | |                                                                                              |
| 2012-13           | 45   | 37   | 54,9 | Perdono il Primo Turno                                                                                           | Oklahoma City 4, Houston 2                                                                   |
| 2013-14           | 54   | 28   | 65,9 | Perdono il Primo Turno                                                                                           | Portland 4, Houston 2                                                                        |
| 2014-15           | 56   | 26   | 68,3 | Vincono il Primo Turno Vincono le Semifinali di Conference Perdono le Finali di Conference                       | Houston 4, Dallas 1 Houston 4, LA Clippers 3 Golden State 4, Houston 1                       |
| 2015-16           | 41   | 41   | 50,0 | Perdono il Primo Turno                                                                                           | Golden State 4, Houston 1                                                                    |
| 2016-17           | 55   | 27   | 67,1 | Vincono il Primo Turno Perdono le Semifinali di Conference                                                       | Houston 4, Oklahoma City 1 San Antonio 4, Houston 2                                          |
| 2017-18           | 65   | 17   | 79,3 | Vincono il Primo Turno Vincono le Semifinali di Conference Perdono le Finali di Conference                       | Houston 4, Minnesota 1 Houston 4, Utah 1 Golden State 4, Houston 3                           |
| 2018-19           | 53   | 29   | 64,6 | Vincono il Primo Turno Perdono le Semifinali di Conference                                                       | Houston 4, Utah 1 Golden State 4, Houston 2                                                  |
| 2019-20           | 44   | 28   | 61,1 | Vincono il Primo Turno Perdono le Semifinali di Conference                                                       | Houston 4, Oklahoma City 3 LA Lakers 4, Houston 1                                            |
| 2020-21           | 17   | 55   | 23,6 | |                                                                                              |
| 2021-22           | 20   | 62   | 24,4 | |                                                                                              |
| 2022-23           | 22   | 60   | 26,8 | |                                                                                              |
| 2023-24           | 41   | 41   | 50,0 | |                                                                                              |
| 2024-25           | 52   | 29   | 64,2 | Perdono il Primo Turno                                                                                           | Golden State 4, Houston 3                                                                    |
| Totale            | 2421 | 2266 | 51,7 | |                                                                                              |
| Playoffs          | 159  | 168  | 48,6 | 2 Titoli NBA | 2 Titoli NBA                                                                                 |

## Squadra attuale
| \| Pos. \| Num. \| Naz. \| Nome \| Altezza \| Peso \| Data nascita \| Provenienza \| \| ----- \| ---- \| ---- \| -------------------- \| ------- \| ------ \| ------------ \| ----------------- \| \| P \| 0 \| \| Holiday, Aaron \| 183 cm \| 84 kg \| 30-09-1996 \| UCLA \| \| G \| 00 \| \| Harris, Kevon \| 198 cm \| 100 kg \| 24-06-1997 \| Stephen F. Austin \| \| P \| 1 \| \| Thompson, Amen \| 201 cm \| 91 kg \| 30-01-2003 \| Overtime Élite \| \| AP \| 2 \| \| Finney-Smith, Dorian \| 203 cm \| 100 kg \| 04-05-1993 \| Florida \| \| C \| 3 \| \| Dante, N'Faly \| 211 cm \| 120 kg \| 19-10-2001 \| Oregon \| \| G \| 5 \| \| VanVleet, Fred \| 183 cm \| 88 kg \| 25-02-1994 \| Wichita State \| \| AP/AG \| 7 \| \| Durant, Kevin \| 208 cm \| 109 kg \| 29-09-1988 \| Texas \| \| AG \| 8 \| \| Tate, Jae'Sean \| 193 cm \| 104 kg \| 28-10-1995 \| Ohio State \| \| AG \| 10 \| \| Smith Jr., Jabari \| 208 cm \| 100 kg \| 13-05-2003 \| Auburn \| \| C \| 12 \| \| Adams, Steven \| 211 cm \| 120 kg \| 20-07-1993 \| Pittsburgh \| \| P/G \| 15 \| \| Sheppard, Reed \| 191 cm \| 83 kg \| 24-06-2004 \| Kentucky \| \| AP \| 17 \| \| Eason, Tari \| 203 cm \| 98 kg \| 10-05-2001 \| LSU \| \| G/AP \| 19 \| \| Williams, Jeenathan \| 196 cm \| 93 kg \| 12-02-1999 \| Buffalo \| \| C \| 21 \| \| Capela, Clint \| 208 cm \| 109 kg \| 18-05-1994 \| Svizzera \| \| C \| 28 \| \| Şengün, Alperen \| 208 cm \| 110 kg \| 25-07-2002 \| Turchia \| \| AP/AG \| 32 \| \| Green, Jeff \| 203 cm \| 107 kg \| 28-08-1986 \| Georgetown \| | Allenatore - Ime Udoka Assistente/i - Josh Bostic - Cam Hodges - Royal Ivey - Garrett Jackson - Mike Moser - Tiago Splitter - Ben Sullivan Legenda - (C) Capitano - (FA) Free agent - (S) Sospeso - (TW) Contratto Two-way - (GL) Assegnato a squadra G League affiliata - Infortunato Roster • Transazioni · Ultima transazione: 10 luglio 2025 |                          |                      |         |        |              |                   |
| Pos. | Num. | Naz.                     | Nome                 | Altezza | Peso   | Data nascita | Provenienza       |
| P | 0 | Stati Uniti (bandiera)   | Holiday, Aaron       | 183 cm  | 84 kg  | 30-09-1996   | UCLA              |
| G | 00 | Stati Uniti (bandiera)   | Harris, Kevon        | 198 cm  | 100 kg | 24-06-1997   | Stephen F. Austin |
| P | 1 | Stati Uniti (bandiera)   | Thompson, Amen       | 201 cm  | 91 kg  | 30-01-2003   | Overtime Élite    |
| AP | 2 | Stati Uniti (bandiera)   | Finney-Smith, Dorian | 203 cm  | 100 kg | 04-05-1993   | Florida           |
| C | 3 | Mali (bandiera)          | Dante, N'Faly        | 211 cm  | 120 kg | 19-10-2001   | Oregon            |
| G | 5 | Stati Uniti (bandiera)   | VanVleet, Fred       | 183 cm  | 88 kg  | 25-02-1994   | Wichita State     |
| AP/AG | 7 | Stati Uniti (bandiera)   | Durant, Kevin        | 208 cm  | 109 kg | 29-09-1988   | Texas             |
| AG | 8 | Stati Uniti (bandiera)   | Tate, Jae'Sean       | 193 cm  | 104 kg | 28-10-1995   | Ohio State        |
| AG | 10 | Stati Uniti (bandiera)   | Smith Jr., Jabari    | 208 cm  | 100 kg | 13-05-2003   | Auburn            |
| C | 12 | Nuova Zelanda (bandiera) | Adams, Steven        | 211 cm  | 120 kg | 20-07-1993   | Pittsburgh        |
| P/G | 15 | Stati Uniti (bandiera)   | Sheppard, Reed       | 191 cm  | 83 kg  | 24-06-2004   | Kentucky          |
| AP | 17 | Stati Uniti (bandiera)   | Eason, Tari          | 203 cm  | 98 kg  | 10-05-2001   | LSU               |
| G/AP | 19 | Stati Uniti (bandiera)   | Williams, Jeenathan  | 196 cm  | 93 kg  | 12-02-1999   | Buffalo           |
| C | 21 | Svizzera (bandiera)      | Capela, Clint        | 208 cm  | 109 kg | 18-05-1994   | Svizzera          |
| C | 28 | Turchia (bandiera)       | Şengün, Alperen      | 208 cm  | 110 kg | 25-07-2002   | Turchia           |
| AP/AG | 32 | Stati Uniti (bandiera)   | Green, Jeff          | 203 cm  | 107 kg | 28-08-1986   | Georgetown        |

## Allenatori
| Legenda | Legenda                                                          |
| ------- | ---------------------------------------------------------------- |
| PA      | Partite allenate                                                 |
| V       | Vittorie                                                         |
| S       | Sconfitte                                                        |
| V%      | Percentuale di vittorie                                          |
|         | Ha trascorso l'intera sua carriera da allenatore con gli Rockets |
|         | Eletto nella Basketball Hall of Fame                             |

Note: Statistiche aggiornate a fine stagione 2022-2023.
| San Diego Rockets |                  |           |     |     |     |      |    |    |    |      |                                          |  |
| 1                 | Jack McMahon     | 1968–1970 | 190 | 61  | 129 | .321 | 6  | 2  | 4  | .333 |                                          |  |
| 2                 | Alex Hannum      | 1970–1971 | 138 | 58  | 80  | .420 | –  | –  | –  | –    |                                          |  |
| Houston Rockets   |                  |           |     |     |     |      |    |    |    |      |                                          |  |
| 3                 | Tex Winter       | 1971–1973 | 129 | 51  | 78  | .395 | –  | –  | –  | –    |                                          |  |
| 4                 | Johnny Egan      | 1973–1976 | 281 | 129 | 152 | .459 | 8  | 3  | 5  | .375 |                                          |  |
| 5                 | Tom Nissalke     | 1976–1979 | 246 | 124 | 122 | .504 | 14 | 6  | 8  | .429 | 1976–77 Allenatore dell'anno NBA         |  |
| 6                 | Del Harris       | 1979–1983 | 328 | 141 | 187 | .430 | 31 | 15 | 16 | .484 |                                          |  |
| 7                 | Bill Fitch       | 1983–1988 | 410 | 216 | 194 | .527 | 39 | 21 | 18 | .538 | Nella top 10 allenatori della storia NBA |  |
| 8                 | Don Chaney       | 1988–1992 | 298 | 164 | 134 | .550 | 11 | 2  | 9  | .182 | 1990–91 Allenatore dell'anno NBA         |  |
| 9                 | Rudy Tomjanovich | 1992–2003 | 900 | 503 | 397 | .559 | 90 | 51 | 39 | .567 | 2 Titoli NBA (1994, 1995)                |  |
| 10                | Jeff Van Gundy   | 2003–2007 | 328 | 182 | 146 | .555 | 19 | 7  | 12 | .368 |                                          |  |
| 11                | Rick Adelman     | 2007–2011 | 328 | 193 | 135 | .588 | 19 | 9  | 10 | .474 |                                          |  |
| 12                | Kevin McHale     | 2011–2015 | 323 | 193 | 130 | .598 | 29 | 13 | 16 | .448 |                                          |  |
| 13                | J.B. Bickerstaff | 2015–2016 | 71  | 37  | 34  | .521 | 5  | 1  | 4  | .200 |                                          |  |
| 14                | Mike D'Antoni    | 2016–2020 | 318 | 217 | 101 | .682 | 51 | 28 | 23 | .549 | 2016–17 Allenatore dell'anno NBA         |  |
| 15                | Stephen Silas    | 2020–2023 | 236 | 59  | 177 | .250 | –  | –  | –  | –    |                                          |  |
| 16                | Ime Udoka        | 2023–oggi | 0   | 0   | 0   | .000 | –  | –  | –  | –    |                                          |  |

## Giocatori

### Membri della Basketball Hall of Fame

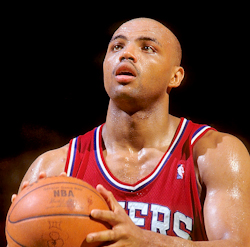
Charles Barkley

- Charles Barkley (1996-2000)
- Rick Barry (1978-80)
- Clyde Drexler (1995–98)
- Elvin Hayes (1968-72, 1981-84)
- Moses Malone (1976–82)
- Calvin Murphy (1970–83)
- Hakeem Olajuwon (1984–2001)
- Scottie Pippen (1999)
- Ralph Sampson (1983-87)
- Yao Ming (2002-2011)

### Numeri ritirati
| Numeri ritirati Houston Rockets |                  |       |                     |                  |
| Num.                            | Giocatore        | Ruolo | Stagione/i          | Giorno ritiro    |
| 11                              | Yao Ming         | C     | 2002-2011           | 3 febbraio 2017  |
| 22                              | Clyde Drexler    | G     | 1995-1998           | 3 febbraio 2000  |
| 23                              | Calvin Murphy    | G     | 1970-1983           | 17 marzo 1984    |
| 24                              | Moses Malone     | C     | 1976-1982           | 19 aprile 1998   |
| 34                              | Hakeem Olajuwon  | C     | 1984–2001           | 9 novembre 2002  |
| 44                              | Elvin Hayes      | F/C   | 1968–1972 1981–1984 | 18 novembre 2022 |
| 45                              | Rudy Tomjanovich | F     | 1970–1981           | 28 gennaio 1982  |

## Leader di franchigia
Dati aggiornati al 28 dicembre 2023.
1. Hakeem Olajuwon: 26.511
2. James Harden: 18.365
3. Calvin Murphy: 17.949
4. Rudy Tomjanovich: 13.383
5. Elvin Hayes: 11.762
6. Moses Malone: 11.119
7. Yao Ming: 9.247
8. Robert Reid: 8.823
9. Mike Newlin: 8.480
10. Otis Thorpe: 8.177

1. Hakeem Olajuwon: 1.177
2. Calvin Murphy: 1.002
3. Rudy Tomjanovich: 768
4. Robert Reid: 762
5. Allen Leavell: 700
6. James Harden: 621
7. Mike Newlin: 604
8. Elvin Hayes: 572
9. Matt Bullard: 538
10. Otis Thorpe: 518

1. Hakeem Olajuwon: 13.382
2. Elvin Hayes: 6.974
3. Moses Malone: 6.959
4. Rudy Tomjanovich: 6.198
5. Otis Thorpe: 5.010
6. Yao Ming: 4.494
7. James Harden: 3.736
8. Robert Reid: 3.706
9. Clint Capela: 3.243
10. Ralph Sampson: 3.189

1. James Harden: 4.796
2. Calvin Murphy: 4.402
3. Allen Leavell: 3.339
4. Hakeem Olajuwon: 2.992
5. Mike Newlin: 2.581
6. Kenny Smith: 2.457
7. Steve Francis: 2.411
8. Sleepy Floyd: 2.363
9. John Lucas: 2.358
10. Robert Reid: 2.253

1. Hakeem Olajuwon: 2.088
2. Calvin Murphy: 1.165
3. James Harden: 1.087
4. Allen Leavell: 929
5. Robert Reid: 881
6. Trevor Ariza: 683
7. Steve Francis: 619
8. Vernon Maxwell: 559
9. Cuttino Mobley: 526
10. Sleepy Floyd: 470

1. Hakeem Olajuwon: 3.740
2. Yao Ming: 920
3. Moses Malone: 758
4. Ralph Sampson: 585
5. Clint Capela: 491
6. Kelvin Cato: 431
7. Kevin Kunnert: 413
8. James Harden: 390
9. Robert Reid: 364
10. Shane Battier: 351

## Palmarès
- Campionato NBA: 2

1994, 1995
- Titoli di Conference: 4

1981, 1986, 1994, 1995
- Titoli di Division: 9

1976-1977 , 1985-1986, 1992-1993, 1993-1994, 2014-2015, 2017-2018, 2018-2019, 2019-2020, 2024-2025

## Premi individuali
NBA Most Valuable Player Award
- Moses Malone - 1979, 1982
- Hakeem Olajuwon - 1994
- James Harden - 2018

Bill Russell NBA Finals Most Valuable Player Award
- Hakeem Olajuwon - 1994, 1995

NBA All-Star Game Most Valuable Player Award
- Ralph Sampson - 1985

NBA Sixth Man of the Year Award
- Eric Gordon - 2017

NBA Most Improved Player Award
- Aaron Brooks – 2010

NBA Defensive Player of the Year Award
- Hakeem Olajuwon - 1993, 1994

NBA Rookie of the Year Award
- Ralph Sampson - 1984
- Steve Francis - 2000

NBA Coach of the Year Award
- Tom Nissalke - 1977
- Don Chaney - 1991
- Mike D'Antoni - 2017

NBA Executive of the Year Award
- Ray Patterson - 1977
- Daryl Morey - 2018

NBA Three-point Shootout
- Eric Gordon - 2017

All-NBA First Team
- Moses Malone - 1979, 1982
- Hakeem Olajuwon - 1987, 1988, 1989, 1993, 1994, 1997
- James Harden - 2014, 2015, 2017, 2018, 2019, 2020

All-NBA Second Team
- Moses Malone - 1980, 1981
- Ralph Sampson - 1984
- Hakeem Olajuwon - 1986, 1990, 1996
- Yao Ming - 2007, 2009
- Tracy McGrady - 2007
- Dwight Howard - 2014

All-NBA Third Team
- Hakeem Olajuwon - 1991, 1995, 1999
- Clyde Drexler - 1995
- Yao Ming - 2004, 2006, 2008
- Tracy McGrady - 2005, 2008
- James Harden - 2013
- Russell Westbrook - 2020

NBA All-Defensive First Team
- Hakeem Olajuwon - 1987, 1988, 1990, 1993, 1994
- Rodney McCray - 1988
- Scottie Pippen - 1999
- Patrick Beverley - 2017
- Amen Thompson - 2025

NBA All-Defensive Second Team
- Moses Malone - 1979
- Hakeem Olajuwon - 1985, 1991, 1996, 1997
- Rodney McCray - 1987
- Shane Battier - 2008, 2009
- Ron Artest - 2009
- Patrick Beverley - 2014

NBA Rookie First Team
- Elvin Hayes - 1969
- Calvin Murphy - 1971
- Joe Meriweather - 1976
- John Lucas - 1977
- Ralph Sampson - 1984
- Hakeem Olajuwon - 1985
- Steve Francis - 2000
- Yao Ming - 2003
- Luis Scola - 2008
- Jae'Sean Tate - 2021
- Jalen Green  - 2022

NBA Rookie Second Team (record condiviso con i Boston Celtics)
- Robert Horry - 1993
- Matt Maloney - 1997
- Cuttino Mobley - 1999
- Michael Dickerson - 1999
- Eddie Griffin - 2002
- Luther Head - 2006
- Carl Landry - 2008
- Chandler Parsons - 2012
- Tari Eason - 2023
- Jabari Smith - 2023
- Amen Thompson - 2024

J. Walter Kennedy Citizenship Award
- Calvin Murphy - 1971
- Dikembe Mutombo - 2009